# Snæfellsbær
Snæfellsbær är en kommun i regionen Västlandet på Island. Folkmängden är 1 625 (2017).

## Bilder

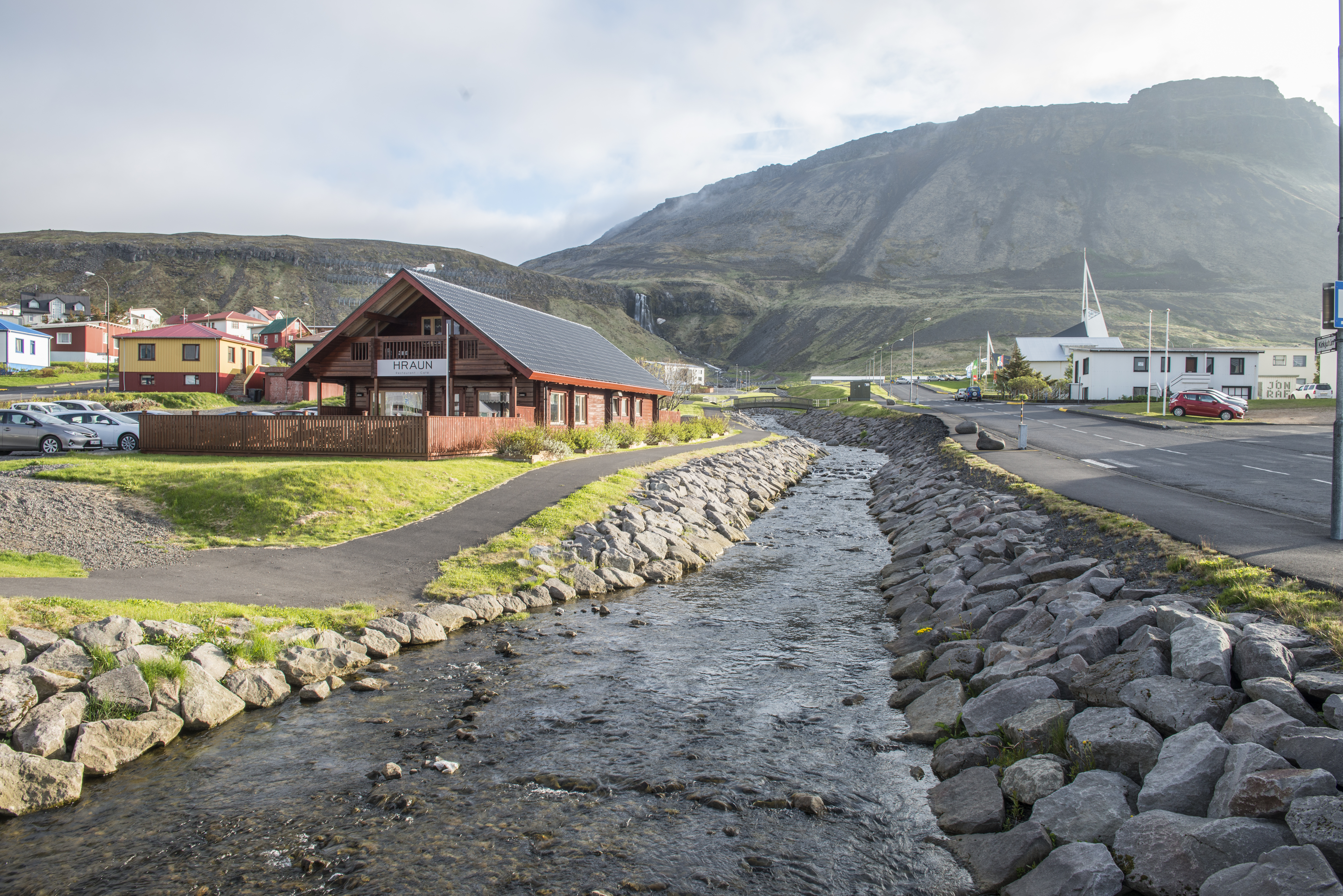
Ólafsvík
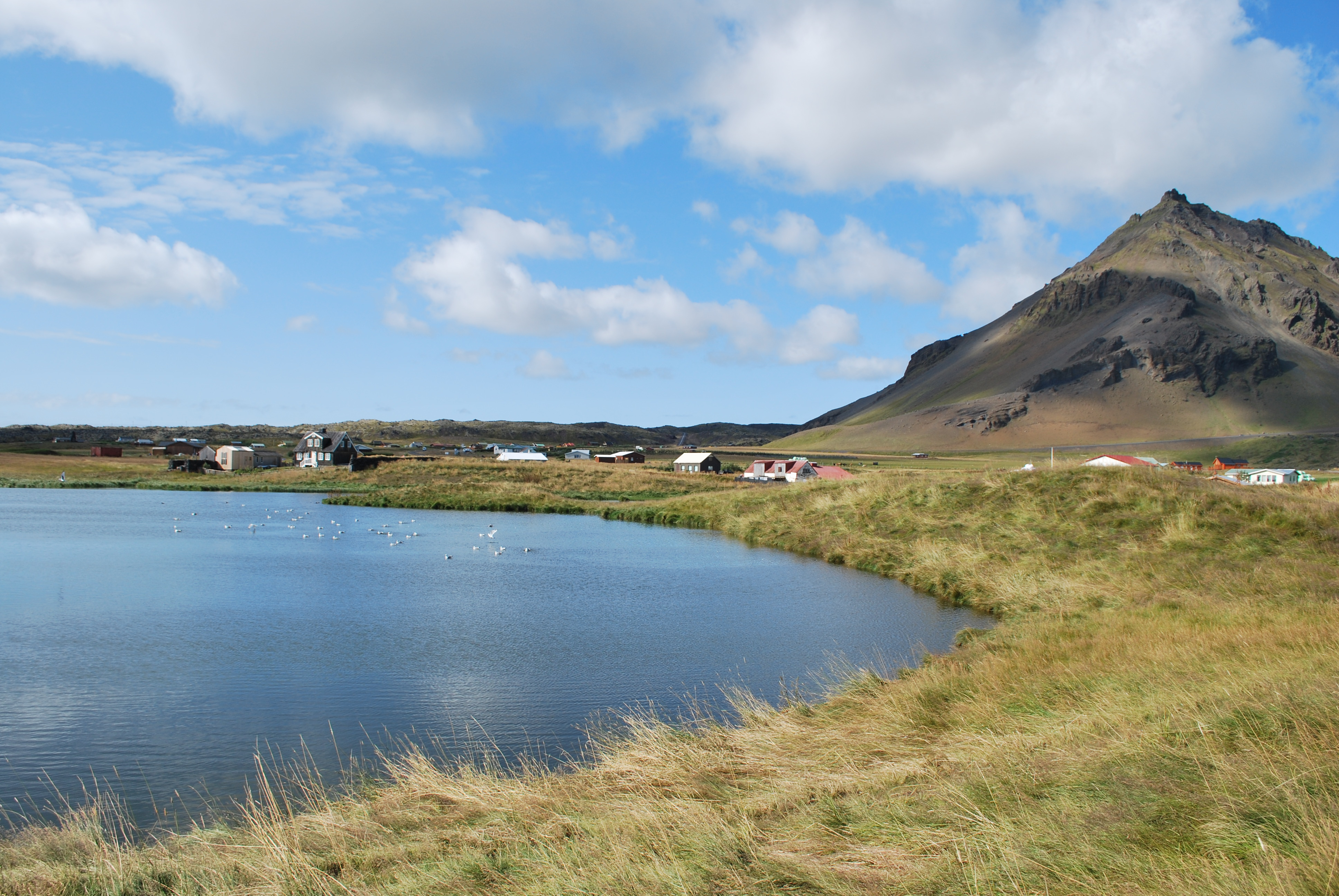
Arnarstapi
Hellissandur
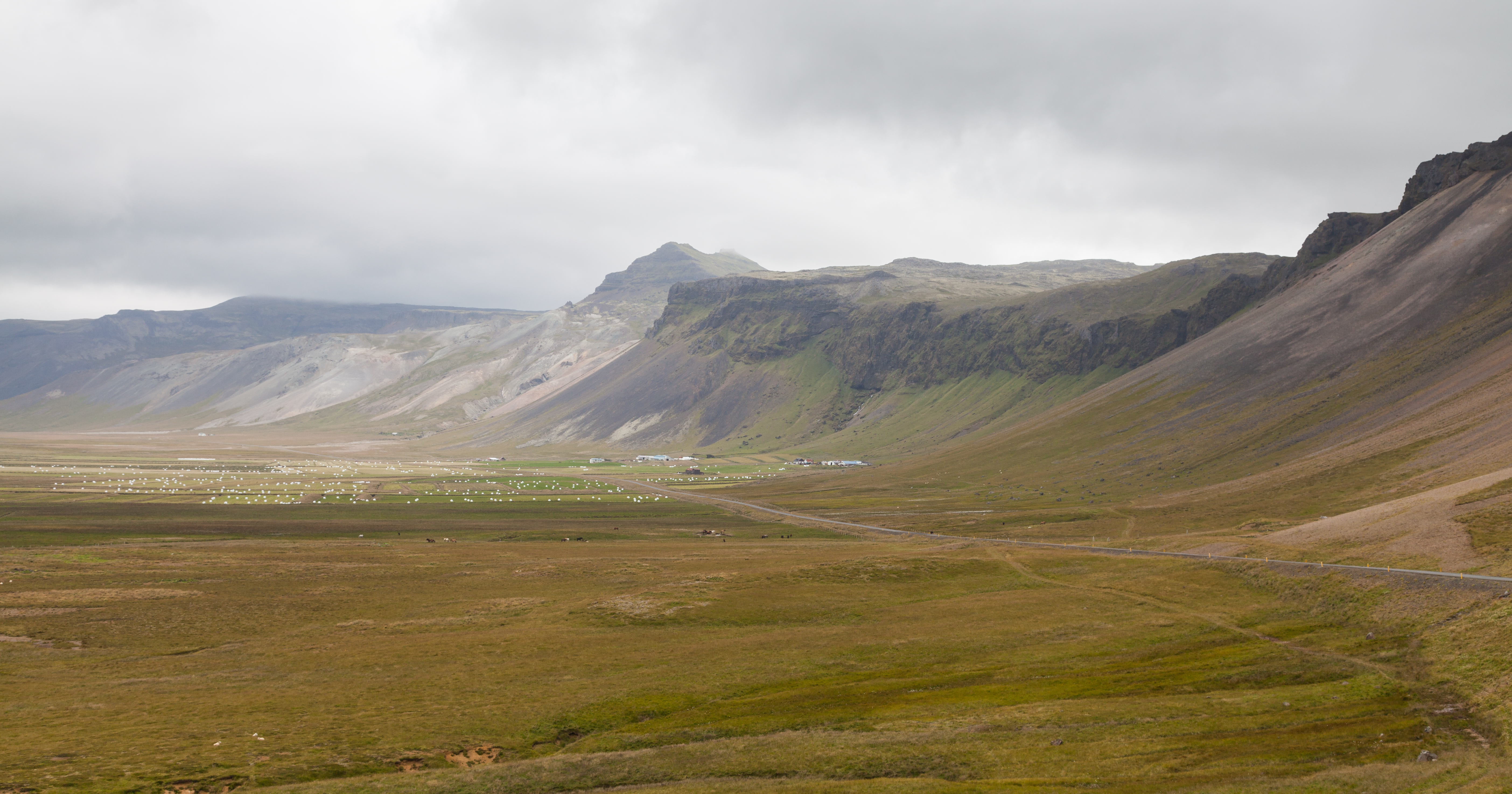
Staðarsveit